# Similișoara
Similișoara – wieś w Rumunii, w okręgu Vaslui, w gminie Bogdana. W 2011 roku liczyła 65 mieszkańców.